# NGC 4534
NGC 4534 is een spiraalvormig sterrenstelsel in het sterrenbeeld Jachthonden. Het hemelobject werd op 1 mei 1785 ontdekt door de Duits-Britse astronoom William Herschel.

## Upgren 1
Vanaf de aarde gezien bevindt het stelsel NGC 4534 zich schijnbaar op iets minder dan een graad ten zuidzuidwesten van de open sterrenhoop Upgren 1, die, door de schaarste aan sterren eerder als telescopisch asterisme dan als open sterrenhoop kan beschouwd worden. Upgren 1 bestaat uit slechts 5 sterren. 4 relatief heldere sterren van magnitude +6 / +7, en een zwakke ster van magnitude +9.

## Synoniemen
- UGC 7723
- MCG 6-28-10
- ZWG 188.8
- KARA 536
- KUG 1231+357
- PGC 41779